# Данн, Джон (тренер)
Джон Дж. Х. Данн (англ. John G. H. Dunn; род. 11 апреля 1967, Глазго) — канадский спортивный психолог и тренер по кёрлингу.
Работал и работает спортивным психологом, консультантом в различных видах спорта; тренером — в основном, в кёрлинге, в частности, несколько последних лет тренирует команду скипа Кевина Кюи (и в качестве клубной команды, и в качестве мужской сборной Канады).
Родился и вырос в городе Глазго (Шотландия), затем переехал в Канаду.
Окончил Университет Лафборо в Великобритании. Работает в Альбертском университете (Эдмонтон, Канада), где преподает спортивную психологию и ведёт научные исследования. Автор большого количества научных трудов по психологическим аспектам подготовки спортсменов в различных видах спорта.
Как спортивный психолог в составе персонала канадских мужской и женской команд по биатлону, участвовал в Зимних Олимпийских играх 2006, а в составе персонала канадской мужской команды по горнолыжному спорту — в Зимних Олимпийских играх 2010. Как главный тренер мужской сборной Канады участвовал в Зимних Олимпийских играх 2018.

## Результаты как тренера клубных команд по кёрлингу
| Сезон   | Турнир                                         | Команда/Скип | Место |
| ------- | ---------------------------------------------- | ------------ | ----- |
| 2009—10 | Канадский олимпийский отбор по кёрлингу 2009   | Кевин Куи    | 4     |
| 2009—10 | Чемпионат Канады по кёрлингу среди мужчин 2010 | Кевин Куи    | 1     |
| 2011—12 | Чемпионат Канады по кёрлингу среди мужчин 2012 | Кевин Куи    | 2     |
| 2012—13 | Кубок Канады по кёрлингу 2012                  | Кевин Куи    | 4     |
| 2013—14 | Канадский олимпийский отбор по кёрлингу 2013   | Кевин Куи    | 6     |
| 2013—14 | Чемпионат Канады по кёрлингу среди мужчин 2014 | Кевин Куи    | 1     |
| 2014—15 | Чемпионат Канады по кёрлингу среди мужчин 2015 | Кевин Куи    | 5     |
| 2015—16 | Чемпионат Канады по кёрлингу среди мужчин 2016 | Кевин Куи    | 1     |
| 2016—17 | Кубок Канады по кёрлингу 2016                  | Кевин Куи    | 6     |
| 2016—17 | Чемпионат Канады по кёрлингу среди мужчин 2017 | Кевин Куи    | 2     |
| 2017—18 | Канадский олимпийский отбор по кёрлингу 2017   | Кевин Куи    | 1     |
| 2018—19 | Кубок Канады по кёрлингу 2018                  | Кевин Куи    | 2     |
| 2018—19 | Чемпионат Канады по кёрлингу среди мужчин 2019 | Кевин Куи    | 1     |
| 2020—21 | Чемпионат Канады по кёрлингу среди мужчин 2021 | Кевин Куи    | 3     |
| 2021—22 | Канадский олимпийский отбор по кёрлингу 2021   | Кевин Куи    | 3     |
| 2021—22 | Чемпионат Канады по кёрлингу среди мужчин 2022 | Кевин Куи    | 2     |

## Результаты как тренера национальных сборных по кёрлингу
| Год  | Турнир                                       | Команда             | Место |
| ---- | -------------------------------------------- | ------------------- | ----- |
| 2007 | Чемпионат мира по кёрлингу среди мужчин 2007 | Шотландия (мужчины) | 9     |
| 2014 | Чемпионат мира по кёрлингу среди мужчин 2014 | Канада (мужчины)    | 4     |
| 2016 | Чемпионат мира по кёрлингу среди мужчин 2016 | Канада (мужчины)    | 1     |
| 2018 | Зимние Олимпийские игры 2018                 | Канада (мужчины)    | 4     |
| 2018 | Кубок мира по кёрлингу 2018/2019 (1 этап)    | Канада (мужчины)    | 1     |
| 2019 | Чемпионат мира по кёрлингу среди мужчин 2019 | Канада (мужчины)    | 2     |

## Частная жизнь
Женат, жена Дженис (англ. Janice), двое дочерей (Кейт 1997 г. р. и Анна 2000 г. р.). Проживает в Эдмонтоне.
Начал заниматься тренерской работой в кёрлинге в 2000 году.